# آموس أدامو
آموس أدامو (بالإنجليزية: Amos Adamu؛ مواليد 31 ديسمبر 1952) هو مسؤول رياضي نيجيري. كان مديرًا عامًا للجنة الوطنية النيجيرية للرياضة لمدة عشر سنوات قبل إعادة تعيينه في نوفمبر 2008. قبل تعيينه مديرًا عامًا، كان آدامو مديرًا للرياضة في الوزارة لمدة 10 سنوات.

## مسيرته
حصل آدمو على درجة الدكتوراه في التربية البدنية والصحية. كان محاضرًا جامعيًا قبل انضمامه إلى المعهد الوطني للرياضة (NIS). تم تعيينه مديرًا وحيدًا لاتحاد كرة القدم النيجيري في عام 1992. بعد النجاح في هذا المنصب، تم تعيينه في وزارة الرياضة الفيدرالية كمدير للتنمية الرياضية. شارك آدمو في إدارة وتنظيم بطولة العالم للشباب لكرة القدم 1999 في نيجيريا وكأس الأمم في عام 2000.
في ديسمبر 2000، تم تعيين آدمو رئيسًا للجنة المنظمة لدورة الألعاب الإفريقية الثامنة. أقيمت الألعاب في أبوجا، في أكتوبر 2003، في ملعب أبوجا الذي تم تشييده حديثًا. نصح آدمو الحكومة ببيع هذا الملعب فور انتهاء الألعاب من أجل منع التخريب النموذجي للمباني المملوكة للقطاع العام. بعد ذلك، كان هناك جدل حول سلوك منظمي الألعاب.
في عام 2005، تم اختيار آدمو كعضو في اللجنة المنظمة لأول نهائيات كأس العالم على الإطلاق في أفريقيا والتي ستقام في جنوب إفريقيا 2010. في عام 2006، قاد آدمو تحويل وزارة الرياضة إلى اللجنة الوطنية للرياضة (NSC). أصبح آدمو عضوًا في اللجنة التنفيذية للاتحاد الدولي لكرة القدم والاتحاد الإفريقي لكرة القدم. في أبريل 2007، أصبح آدمو رئيسًا لاتحاد غرب أفريقيا لكرة القدم.
في مايو 2008، أخبر السكرتير الدائم لوزارة الرياضة والتنمية الاجتماعية في ولاية بايلسا أعضاء لجنة مجلس الشيوخ المعنية بالرياضة أن المشاكل المتعلقة بالرياضة في نيجيريا تشمل الفساد والهيمنة من قبل "مؤامرة" بقيادة آدمو. في يوليو 2008، أعلن آدمو أن لجنة الرياضة النيجيرية بدأت تحقيقًا في مزاعم الفساد في الدوري المحلي.

## إعادة التوزيع والرشوة المعاقب عليها
في 6 نوفمبر 2008، أمر الرئيس عمر يارادوا بإقالة آدمو من منصب المدير العام للجنة الوطنية للرياضة. وفي النهاية، تم نقل آدمو، المدير العام للجنة الوطنية للرياضة، إلى وزارة المهام الخاصة بعد إقالة وزير الرياضة السابق ورئيس اللجنة الوطنية للرياضة عبد الرحمن جيمبا، في تعديل وزاري. ولم يتم ذكر أي سبب. اعتبارًا من يناير 2009، كان آدمو عضوًا في اللجنة التنفيذية للاتحاد الدولي لكرة القدم المكونة من 24 عضوًا. وكان من المقرر أن يمثل أمام محكمة نيجيرية للمطالبة بتعويض قدره 2.3 مليون جنيه إسترليني كان قد رفعه قبل 15 شهرًا ضد صحيفة نشرت مزاعم فساد. في أغسطس 2009، صرح آدمو أن المشاكل في الرياضة النيجيرية منذ إعادة تعيينه قد برأته. في 17 أكتوبر 2010، ورد في صحيفة الصنداي تايمز البريطانية أنه وافق على تلقي 500،000 جنيه إسترليني من أجل التأثير على إجراءات التصويت من خلال تصويته لصالح ملف كأس العالم 2018. وقد نفى ارتكاب أي مخالفات. وقد أدى تحقيق أجرته الفيفا إلى منعه هو ورينالد تيماري [الإنجليزية] من إدارة كرة القدم. في نوفمبر 2010، تلقى آدامو حظرًا لمدة ثلاث سنوات وغرامة قدرها 10،000 فرنك سويسري من لجنة الأخلاقيات بالفيفا بعد إدانته بانتهاك قواعد الرشوة.
أجرى الدكتور كورنيل بوربيلي [الإنجليزية]، رئيس غرفة التحقيق في لجنة الأخلاقيات في الاتحاد الدولي لكرة القدم (فيفا)، تحقيقًا ضد آدمو في ديسمبر 2016. وأُدين آدمو بانتهاك المواد 13 (القواعد العامة للسلوك) و15 (الولاء) و19 (تضارب المصالح) من قانون أخلاقيات الفيفا من خلال تلقي أموال مقابل أصوات كأس العالم.
في 28 فبراير 2017، أوقفت لجنة الأخلاقيات التابعة للفيفا آدمو لمدة عامين.